# Орсисий
Орси́сий или Орсие́сий (др.-греч. Ώρσίσιος; лат. Oresiesis; ? — после 386 года) — христианский писатель, египетский монах, третий игумен основанного Пахомием Великим Тавеннисиотского монастыря. Причислен к лику святых в Православной церкви, почитается как преподобный, память Орсисия — 15 июня.

## Биография
О происхождении и ранней жизни Орсисия ничего не известно. Вероятно, он родился около 300 года. Вместе с преподобным Феодором был непосредственным учеником Пахомия Великого, придя в обитель около 320 года.
После внезапной смерти Пахомия от чумы в 346 году возник непродолжительный кризис передачи власти в основанном им объединении монастырей. За два года до этого Пахомий был серьёзно болен, и на случай своей смерти назначил своим преемником Феодора, пришедшего в общину в 328 году и пользовавшегося авторитетом среди монахов. Однако выздоровев, Пахомий наложил на Феодора епитимью, так как ему показался чрезмерным энтузиазм монашеских старейшин принять Феодора в качестве его преемника. Хотя, по всей видимости, отношение Пахомия к Феодору смягчилось к 346 году, перед смертью он назвал преемником некоего Петрония, незадолго до этого принятого в общину богатого землевладельца.
Петроний скончался два с половиной месяца спустя от той же эпидемии, назвав своим преемником Орсисия из монастыря Хеновоскион, также недавно присоединившегося. Согласно «Житию Пахомия», Орсисий сам не хотел занимать этот пост. После того, как монахи активно выразили своё неприятие нового настоятеля, передал управление Феодору и удалился в Хеновосскую киновию.
После смерти Феодора в 365 году вновь принял на себя управление Тавеннисиотской киновией.
Умер Орсисий примерно в 400 году.

## Сочинения

### «Книга Орсисия» («Liber Orsiesii»)
Орсисию и его главному сочинению, полное название которого звучит как «Книга отца нашего Орсисия, которую он, умирая, передал братиям как завещание» (CPGS 2367), посвящена 9 глава книги Геннадия Массилийского «О знаменитых мужах»:

<Орсисий>, монах, соратник Пахомия и Феодора, Святые Писания знал в совершенстве, автор труда, созданного по истинно Божьему вдохновению и ставшего орудием монастырского воспитания, и в котором, говоря вкратце, изложил он посредством кратких выкладок чуть ли не полностью оба Завета, Старый и Новый, сообразно потребностям монашеской жизни. По кончине своей оставил он этот труд как свое духовное завещание.— Геннадий Массилийский, "Книга о церковных писателях", IX, http://krotov.info/acts/05/marsel/istoriki_03.htm
Оригинальный текст книги Орсисия не сохранился, она дошла до наших дней лишь в латинском переводе, который сделал Иероним Стридонский, под названием лат. «Doctrina de institutione monachorum»; данный перевод издан в 40 томе Греческой Патрологии (=103, 473D PL).

#### Русский перевод
На русском языке имеются два перевода этого сочинения:
- Преподобного отца нашего Орсисия, аввы Тавенисиотского, учение об устроении монашеского жительства. — М.: Козельская Введенская Оптина пустынь, 1858.
- В книге: Древние иноческие уставы / пер. еп. Феофана Затворника. — М., 1892. — С. С. 156—192.

### Наставления, послания и фрагменты
Все прочие сочинения Орсисия частично сохранились на коптском языке, среди них семь «Наставлений» («Поучений»), из которых последнее признается не подлинным.
Сохранившихся послания представляют собой по большей части собрание выдержек из Священного Писания. В 1972 году два ранее неизвестных послания Орсисия (а также послание Феодора Освященного) были открыты среди рукописей Библиотеки Честера Битти (Дублин) совместно о. Гансом Квеке и проф. Тито Орланди. Французский перевод первого и второго послания (CPG 2368) был издан в 1977 году.